# 博塞 (安德尔-卢瓦尔省)
博塞（法語：Bossée，法語發音：[bɔse]）是法国安德尔-卢瓦尔省的一个市镇，位于该省南部，属于洛什区。

## 地理
博塞（47°6'43"N, 0°43'44"E）面积19.01 平方千米，位于法国中央-卢瓦尔河谷大区安德尔-卢瓦尔省，该省份为法国中西部省份，北起萨尔特省、东北接卢瓦-谢尔省，东南接安德尔省，南至维埃纳省，西临曼恩-卢瓦尔省。
与博塞接壤的市镇（或旧市镇、城区）包括：布尔南、拉沙佩勒布朗什-圣马丹、勒卢鲁、芒特朗、图赖讷地区圣莫尔、塞姆。

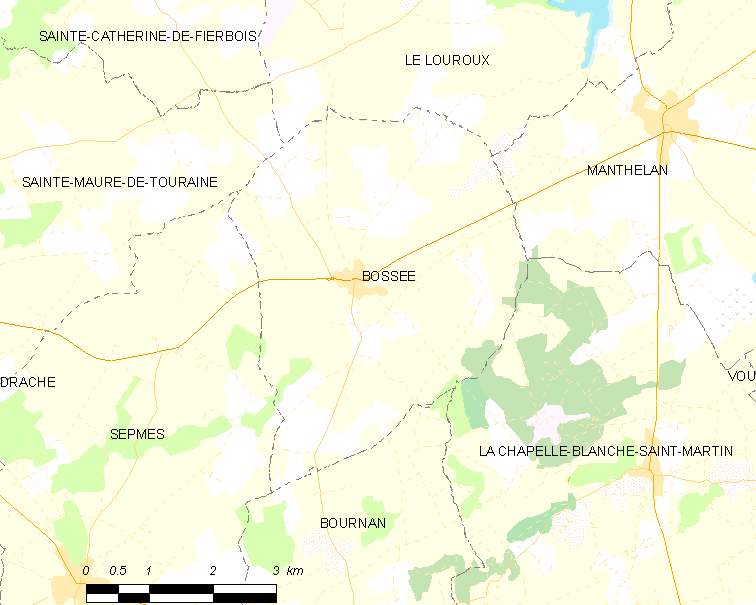
的OSM定位图

博塞的时区为UTC+01:00、UTC+02:00（夏令时）。

## 行政
博塞的邮政编码为37240，INSEE市镇编码为37029。

## 政治
博塞所属的省级选区为笛卡尔县。

## 人口

1962-2008年间人口变化图示

博塞于2022年1月1日时的人口数量为325人。